# Danny Kaye
« Dany Kaye » et « David Daniel Kaminski » redirigent ici. Pour les autres significations, voir Kaye et Kaminski.
Ne doit pas être confondu avec Daddy K.
David Daniel Kaminski, dit Danny Kaye, est un acteur, chanteur et danseur américain, né le 18 janvier 1911 à New York et mort le 3 mars 1987 à Los Angeles.
En 1986, il est fait chevalier de la Légion d'honneur.

## Biographie

### Jeunesse et études
David Daniel Kaminsky est issu d'une famille d'immigrés juifs, originaire d'Ukraine. En 1911, ses parents Jacob et Clara (née Nemerovsky) Kaminsky quittent la ville de Dnipropetrovsk pour aller vivre aux États-Unis. Le foyer familial, composé aussi de deux fils nommés Larry et Mac, s'installe à New York. Lorsque David naît à Brooklyn en 1911, il est le premier enfant Kaminsky à obtenir la nationalité américaine. Celui que l'on surnomme affectueusement Danny commence dès son plus jeune âge à étudier à l'école publique, au 149 East New York. À cette époque, il amuse déjà ses camarades de classe avec des chansons et des blagues. Par la suite, Danny Kaminsky étudie à la Thomas Jefferson High School de New York mais ne réussit pas à obtenir son diplôme. Cet échec n’est pas dû à un manque de travail, mais au fait que le jeune adolescent est très perturbé par la mort de sa mère. En effet, depuis sa naissance, Clara motivait et encourageait son fils dans le domaine de l'humour et du divertissement.

### Carrière

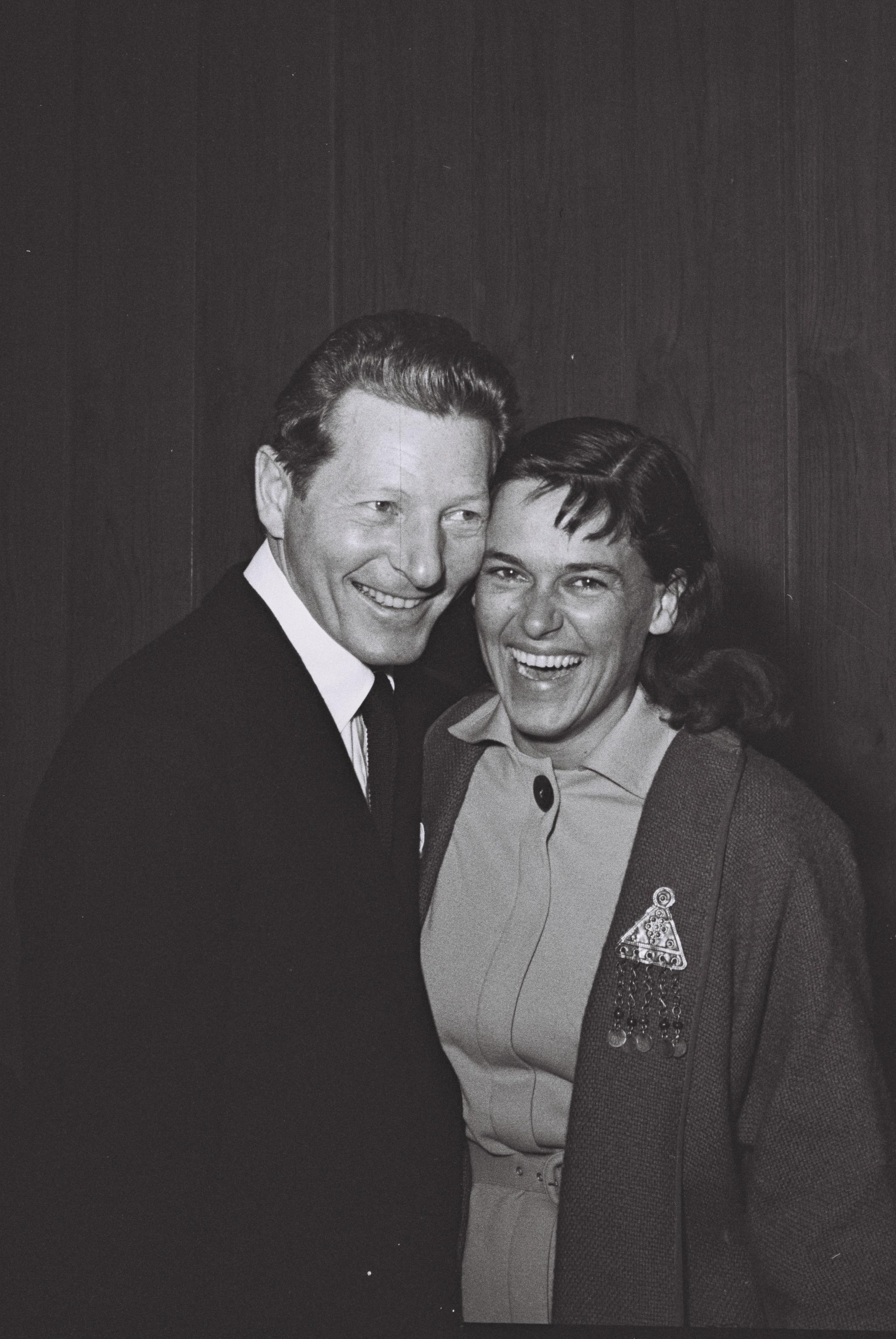
Danny Kaye avec l'actrice Orna Porat en 1958.

Ayant abandonné l’école à l’adolescence, Kaye gagne rapidement ses galons de comique lors de tournées des villégiatures estivales dans les monts Catskills, dans l’État de New York.
Dès 1935, il débute à l'écran dans un court métrage comique face à June Allyson.
En 1941, il apparaît à Broadway dans le spectacle musical Lady in the Dark (musique de Kurt Weill) avec Gertrude Lawrence en vedette.
En 1944, Danny Kaye attire l’attention de Samuel Goldwyn, qui fait de lui l’une des plus grandes vedettes de la comédie et de la comédie musicale[source insuffisante]. Son premier film pour Goldwyn est un remake d'un film avec Eddie Cantor. Partenaire privilégié de Virginia Mayo et à l'occasion de Gene Tierney et Mai Zetterling, Kaye est dirigé par des maîtres du genre tels que Norman Z. McLeod et Howard Hawks. Interprète de Walter Mitty et Hans Christian Andersen, il joue deux puis trois rôles dans Le Joyeux Phénomène et Un grain de folie. Dans Noël blanc, il remplace Fred Astaire au côté de Bing Crosby.
Kaye fait équipe avec les Andrews Sisters (Patty, Maxene et LaVerne) pour les disques Decca Records en 1947, produisant le numéro trois au « hit Billboard » Civilization (Bongo, Bongo, Bongo). Ce succès en entraîne d'autres comme The Woody Woodpecker Song.
En 1948, en tant que comique, il remporte un triomphe devant la famille royale au London Palladium.
Pour faire face au Comité des activités anti-américaines du sénateur Joseph McCarthy, il est membre du Comité pour le premier amendement (donc en faveur de la liberté d'expression), co-fondé par Philip Dunne, Myrna Loy, John Huston et William Wyler.
Kaye rencontre le même succès à la télévision et remporte un Emmy Award pour son émission de variétés, The Danny Kaye Show (débuts en 1963). En 1976, il joue Geppetto dans une adaptation musicale pour le petit écran de Pinocchio puis le capitaine Crochet face à Mia Farrow dans une version de Peter Pan avec des chansons d'Anthony Newley et Leslie Bricusse.

## Influences artistiques
L'acteur Pierre Richard a indiqué lors d'une conférence à la Cinémathèque française avoir découvert sa vocation en voyant un film avec Danny Kaye (Un fou s'en va-t-en guerre), l'humour et la gestuelle de celui-ci correspondant exactement au type de burlesque qu'il souhaitait interpréter.

## Filmographie

### Au cinéma
- Longs métrages
  - 1944 : Un fou s'en va-t-en guerre (Up in Arms) d’Elliott Nugent : Danny Weems
  - 1945 : Le Joyeux Phénomène (Wonder Man) de H. Bruce Humberstone : Edwin Dingle / Buzzy Bellew
  - 1946 : Le Laitier de Brooklyn (The Kid from Brooklyn) de Norman Z. McLeod : Burleigh Sullivan
  - 1947 : La Vie secrète de Walter Mitty (The Secret Life of Walter Mitty) de Norman Z. McLeod : Walter Mitty
  - 1948 : Si bémol et Fa dièse (A Song Is Born) de Howard Hawks : le professeur Hobart Frisbee
  - 1949 : Vive monsieur le maire (The Inspector General) de Henry Koster : Georgi
  - 1951 : Sur la Riviera (On the Riviera) de Walter Lang : Jack Martin / Henri Duran
  - 1952 : Hans Christian Andersen et la Danseuse (Hans Christian Andersen) de Charles Vidor : Hans Christian Andersen
  - 1954 : Un grain de folie (Knock on Wood) de Melvin Frank et Norman Panama : Jerry Morgan / Papa Morgan / Clarence
  - 1954 : Noël blanc (White Christmas) de Michael Curtiz : Phil Davis
  - 1955 : Le Bouffon du roi (The Court Jester) de Melvin Frank et Norman Panama : Hubert Hawkins
  - 1958 : Le Fou du cirque (Merry Andrew) de Michael Kidd : Andrew Larabee
  - 1958 : Moi et le colonel (Me and the Colonel) de Peter Glenville : le sous-lieutenant Jacobowsky
  - 1959 : Millionnaire de cinq sous (The Five Pennies) de Melville Shavelson : « Red » Nichols
  - 1961 : La Doublure du général (On the Double) de Melville Shavelson : Private First Class Ernie Williams
  - 1963 : Les Pieds dans le plat (The Man from the Diner's Club) de Frank Tashlin : Ernest Klenk
  - 1969 : La Folle de Chaillot (The Madwoman of Chaillot) de Bryan Forbes et John Huston : le chiffonnier
- Courts métrages
  - 1935 : Moon Over Manhattan d’Al Christie
  - 1937 : Dime a Dance d’Al Christie : Eddie
  - 1938 : Getting an Eyeful de William Watson : Nikolai Nikolaevich
  - 1938 : Cupid Takes a Holiday de William Watson : Nikolai Nikolaevich
  - 1938 : Money on Your Life de William Watson : Nikolai Nikolaevich

### À la télévision
- Séries télévisées
  - 1963-1967 : The Danny Kaye Show (en), 117 épisodes : Divers rôles
  - 1964 : L'Extravagante Lucie (The Lucy Show), épisode « Lucy Meets Danny Kaye » (3-12) : Lui-même
  - 1978 : Le Muppet Show (The Muppet Show), épisode du 21 novembre 1978 (3-16) : l'oncle suédois
  - 1985 : La Cinquième Dimension (The New Twilight Zone), épisode « Gardien de l'univers (Paladin of the Lost Hour) » (1-7b) : Gaspar
  - 1986 : Cosby Show (The Cosby Show), épisode Un bon dentiste (The Dentist) (2-16) : Dr Burns
- Téléfilms
  - 1938 : Autumn Laughter de Cecil Madden
  - 1971 : Here Comes Peter Cottontail de Romeo Muller : Seymour S. Sassafras (voix) / Antoine (voix) / le colonel Wellington B. Bunny (voix)
  - 1972 : The Enchanted World of Danny Kaye: The Emperor's New Clothes de Jules Bass : Marmaduke
  - 1976 : Peter Pan de Dwight Hemion : le Capitaine Crochet
  - 1976 : Pinocchio de Ron Field et Sid Smith : Geppetto /  Boris Stroganoff
  - 1981 : Musical Comedy Tonight II de Tony Charmoli
  - 1981 : Skokie, le village de la colère (Skokie) de Herbert Wise : Max Feldman

### Voix françaises
- Maurice Nasil dans :
  - Un fou s'en va-t-en guerre
  - Le Laitier de Brooklyn
  - La Vie secrète de Walter Mitty
  - Si bémol et Fa dièse
  - Vive monsieur le maire
  - La Folle de Chaillot

- Yves Furet dans :
  - Un grain de folie
  - Noël blanc
  - Millionnaire de cinq sous
  - La Doublure du général

- Michel Roux dans :
  - Le Joyeux Phénomène
  - Le Fou du cirque

Et aussi
- Jean Piat dans Hans Christian Andersen et la Danseuse
- Stéphane Audel dans Le Bouffon du roi

## Distinctions
Sauf mention contraire ou complémentaire, la liste des distinctions est issue du site Internet Movie Database.

### Récompenses
| Année | Récompense                | Catégorie                                                        | Film                      |
| ----- | ------------------------- | ---------------------------------------------------------------- | ------------------------- |
| 1952  | Golden Globe              | Meilleur acteur dans un film musical ou une comédie              | Sur la Riviera            |
| 1955  | Oscar du cinéma           | Oscar d'honneur                                                  | –                         |
| 1959  | Golden Globe              | Meilleur acteur dans un film musical ou une comédie              | Moi et le colonel         |
| 1960  | Laurel Award              | Meilleur acteur dans une comédie musicale                        | Millionnaire de cinq sous |
| 1964  | Emmy Award                | Meilleur acteur dans une émission ou une série télévisée comique | The Danny Kaye Show (en)  |
| 1982  | Oscar du cinéma           | Prix humanitaire Jean-Hersholt                                   | –                         |
| 1983  | Screen Actors Guild Award | Screen Actors Guild Life Achievement Award                       | –                         |

### Nominations
| Année | Récompense   | Catégorie                                                        | Film                                   |
| ----- | ------------ | ---------------------------------------------------------------- | -------------------------------------- |
| 1953  | Golden Globe | Meilleur acteur dans un film musical ou une comédie              | Hans Christian Andersen et la Danseuse |
| 1957  | Golden Globe | Meilleur acteur dans un film musical ou une comédie              | Le Bouffon du roi                      |
| 1963  | Emmy Award   | Meilleur acteur dans une émission ou une série télévisée comique | The Danny Kaye Show (en)               |
| 1965  | Emmy Award   | Meilleure émission ou série télévisée comique                    | The Danny Kaye Show (en)               |
| 1982  | Golden Globe | Meilleur acteur dans une mini-série ou un téléfilm               | Skokie, le village de la colère        |
| 1986  | Emmy Award   | Meilleur acteur invité dans une série télévisée comique          | Cosby Show                             |

### Décorations
- Commandeur de l'ordre des Arts et des Lettres Il est fait commandeur le 6 mai 1980[11].
- Chevalier de la Légion d'honneur le 24 février 1986